# James Fisk
James Fisk, Jr. (Bennington, 1º aprile 1834 – New York, 6 gennaio 1872) è stato un imprenditore statunitense, grande magnate del settore dei trasporti ferroviari, fu uno degli investitori più noti e spregiudicati della seconda metà del XIX secolo. A causa dei suoi atteggiamenti e della sua grande ricchezza era noto anche con i soprannomi di "Big Jim," "Diamond Jim," e "Jubilee Jim".

## Biografia

### Carriera
Fisk nacque a Bennington, Vermont. Abbandonò la scuola dopo pochi anni per unirsi ad un circo itinerante nel 1850, per fare il cameriere in un albergo e in seguito il venditore ambulante, seguendo le orme paterne. Grazie all'esperienza nel circo James riusciva ad accaparrarsi le simpatie dei clienti ed in breve ebbe grande successo come venditore finché l'imprenditore Jordan Marsh lo volle nella sua squadra per vendere i suoi prodotti alimentari. L'esperienza tuttavia fu fallimentare e nel 1861 James dovette andare a Washington D.C. per vendere tessuti al governo. Durante gli anni della Guerra civile americana mise in piedi diversi affari molto redditizi e spesso poco ortodossi, in particolare si dedicò anche al contrabbando di cotone dai campi del sud oltre le linee di battaglia accumulando una considerevole fortuna che tuttavia sciupò rapidamente in affari sbagliati.
Nel 1864 divenne un broker a New York e fu assunto da Daniel Drew come venditore. All'interno della compagnia di Drew fu un fondamentale appoggio per il suo capo nella battaglia contro Cornelius Vanderbilt per il controllo della Erie Railroad, come risultato di questa fedeltà e impegno Fisk e Jason Gould divennero alti dirigenti della Erie Railroad. In seguito ad una manovra ben pianificata Fisk e Gould ottennero il controllo della ferrovia dando inizio ad un sodalizio che durerà fino alla morte di Fisk e porterà i due ad una serie di speculazioni sempre più spregiudicate che culminarono in uno scandalo e nel Venerdì nero, il 24 settembre 1869 in cui rimase invischiata anche la presidenza di Ulysses S. Grant.

### Vita privata

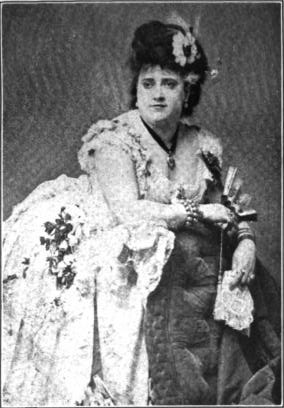
Josie Mansfield

Fisk sposò Lucy Moore nel 1854; lui aveva 19 anni e lei 15. Lucy era una orfana di Springfield cresciuta da uno zio. Questa unione non è mai stata un vero matrimonio in quanto Fisk raramente aveva rapporti con la moglie e la tradiva ripetutamente, cosa che del resto a Lucy non importava particolarmente, alimentando le voci che fosse lesbica. Tuttavia è un dato di fatto che i due fossero buoni amici in quanto Fisk le faceva visita ogni fine settimana e i due trascorrevano le vacanze sempre insieme.
A New York Fisk ebbe una relazione con Josie Mansfield, una show-girl e secondo molti una prostituta. Fisk ospitava Josie in un appartamento distante solo pochi metri dal quartier generale della Erie Railroad. Questa relazione scandalizzò l'alta società benpensante di New York.

### Morte
Contemporaneamente a quella con Fisk la Mansfield aveva anche una relazione con un socio di Fisk di nome Edward S. Stokes. Ad un certo punto Stokes lasciò la moglie e la famiglia per andare a vivere con la Mansfield e per questo la Mansfield lasciò Fisk. Edward Stokes tuttavia non se la passava bene economicamente e nel tentativo di fare più soldi possibili la Mansfield e Stokes ricattarono Fisk dietro la minaccia di far pubblicare delle lettere private che lo stesso Fisk aveva scritto alla Mansfield, in queste lettere Fisk scriveva a proposito delle sue truffe e i suoi comportamenti illegali. Alla fine Fisk rifiutò comunque di pagare e Stokes, ormai prossimo alla bancarotta, decise di sparargli uccidendolo il 6 gennaio 1872 a soli 37 anni. Fisk venne sepolto al Prospect Hill Cemetery di Brattleboro, nel Vermont.

## Nella cultura di massa
Fisk fu diffamato per tutta la vita a causa del suo stile di vita giudicato immorale ed eccentrico e per il suo modo spregiudicato di condurre gli affari. Tuttavia fu amato e rimpianto dai suoi dipendenti e dalla povera gente che lo amava per la sua generosità, molti avevano con lui un debito di riconoscenza a causa del suo grande impegno di solidarietà nei giorni immediatamente successivi al Grande incendio di Chicago del 1871.
Sulla vita di Fisk fu realizzato un film del 1937 dal titolo Alla conquista dei dollari.
Jim Fisk è uno dei magnati ferroviari presenti nel gioco Sid Meier's RailRoads!.